# Tétar van Elven
Tétar van Elven was een kunstenaarsfamilie, die vijf generaties heeft bestaan in de periode 1810-1996. Met name de eerste drie generaties van de familie leverden letterkundigen, architecten, graveurs, kunstschilders en tekenaars, die gedurende de negentiende eeuw in meer of mindere mate succes hadden. De familie was gerelateerd aan het kunstenaarsgeslacht De Hosson.  

## Ontstaan van de dubbele familienaam

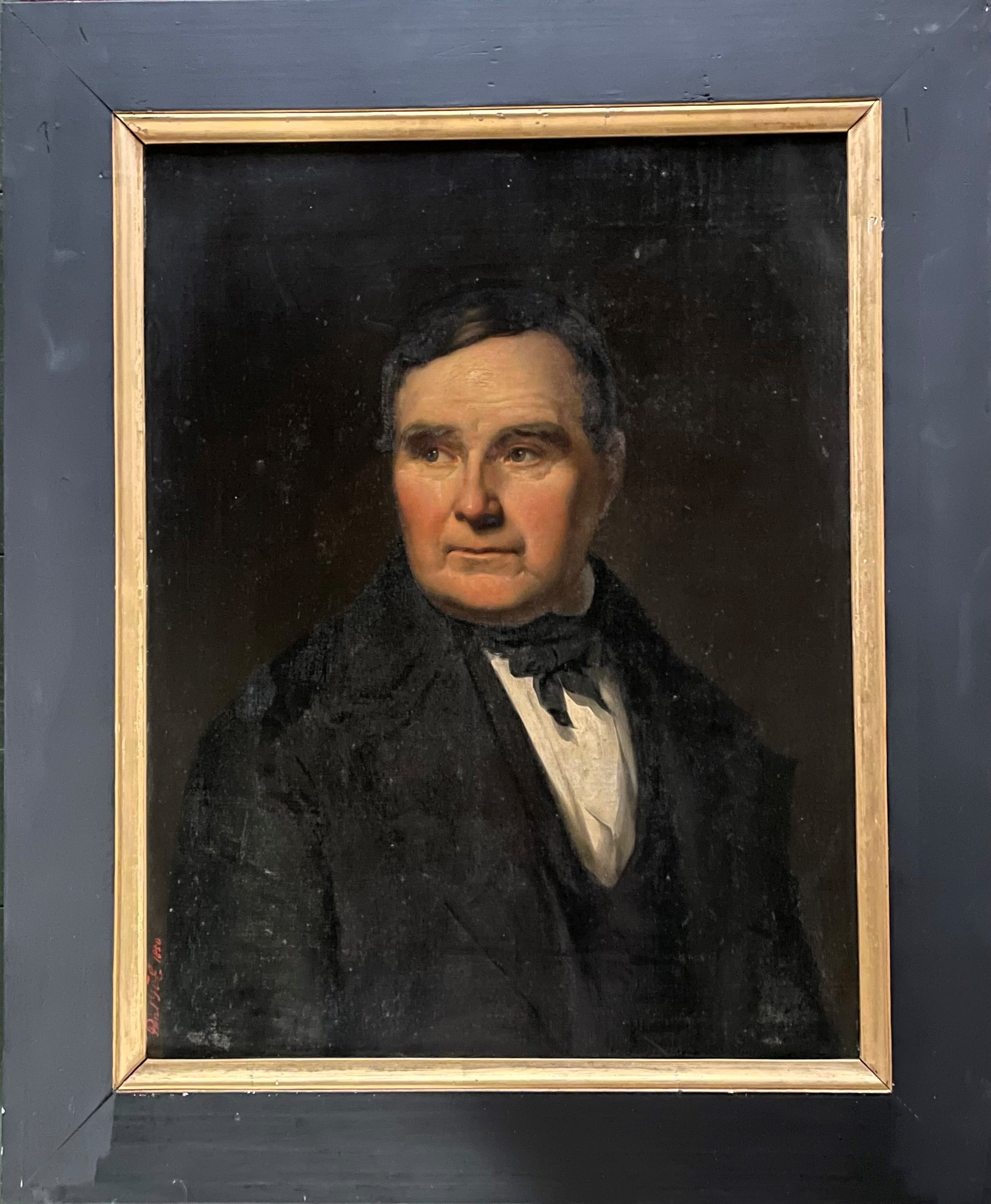
Portret van Henri Louis Tétar van Elven, 1850, door Paul Tétar van Elven

De naam Tétar van Elven is ontstaan door het huwelijk van Henricus Lambertus van Elven (1781-1855) met Anne Françoise Felicité Tétar (1776-1810) in Amsterdam in 1802. Na het overlijden van Anne in Groningen in 1810 nam haar weduwnaar de naam Henri Louis Tétar van Elven aan. De familienaam is nooit formeel gewijzigd, wat voor het merendeel van de dubbele familienamen uit deze periode geldt. 

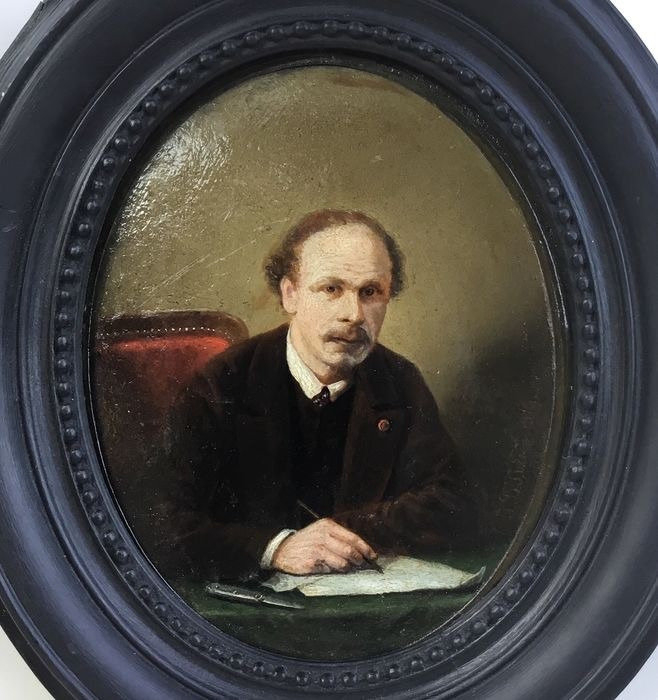
Pierre Tétar van Elven, zelfportret, particuliere collectie

Henri was zelf geboren in Rotterdam, maar zijn vader Martinus (Martin) van Elven was geboren in Weert, dat toen behoorde tot de Oostenrijkse Nederlanden. De familie is te traceren tot Henri's betovergrootvader Jacobus (Jacob) van Elven (overl. 1694), die als brouwer in het stadhuis van Weert (tegenwoordig Museum W) mocht wonen. De familie Van Elven behoorde echter al ten minste vanaf 1408 tot de schepenen- en regentenklasse van Weert. In dat jaar werd Lambrecht van Elven als schepen genoemd. In de zestiende, zeventiende en achttiende eeuw leverde de familie onder andere meerdere burgemeesters en bestuurders van gilden. Het is hoogst aannemelijk dat de familie is gerelateerd aan de heren van Moelingen, die het kasteel Elven bezaten, nabij Eijsden. Later werd dit kasteel ook bekend als de Elvenschans en Fort Navagne. De naam Navagne is ontstaan uit de Franse versie van Van Elven: Nayvaing. De eerste bekende Van Elven was de ridder Gérard de Nayvaing, die voor het eerst is vermeld in een oorkonde van 17 maart 1281. Een tak van deze familie bewoonde het Huis Op De Berg in Sittard. 
De familie Tétar is te traceren tot de hoefsmid Pierre Testard, wonende in Saint-Laurent-de-la Prée. Zijn zoon Pierre verhuisde naar de Franse havenstad La Rochelle, waar de schrijfwijze veranderde in Tétar. De herkomst van het woord is têtard, wat groot hoofd betekent en gebruikt wordt voor peuters, kikkervisjes en knotwilgen. De kleinzoon van de tweede Pierre was de meester schoenmaker Jean Baptiste Paul Tétar, die naar Amsterdam verhuisde, waar hij in 1771 trouwde met Françoise Boussu, een dochter van de instrumentenbouwer Benoit-Joseph Boussu. Zij werden de ouders van Anne Françoise Felicité Tétar. Zij werd vernoemd naar haar peettante Anne Françoise Varroquier, die gerelateerd was aan de vader van Eugène Delacroix.
Na het overlijden van Anne Tétar is Henri Tétar van Elven hertrouwd met Dorothea Carolina de Hosson (1792-1870), uit de kunstenaarsfamilie De Hosson. Haar betovergrootvader de in Binche geboren kantverkoper en schilder Jean François Hosson (1651-na 1700) heeft Frankrijk verlaten, nadat hij tien maanden in de Bastille had gezeten. Zijn zoon Maximilianus Franciscus de Hosson (1680-1762) werd eveneens kunstschilder, onder andere aan het hof van de graaf van Bentheim. Ook zijn zoon Hermannus Fridericus Carolus de Hosson (1718-1799)  werd kunstschilder, signerend als F.C. de Hosson. Hij verhuisde naar Groningen, waar hij zich Frederik Carel de Hosson noemde. Daar werd ook zijn zoon Bernardus Franciscus Ignatius (1757-1833) kunstschilder, signerend als B.F. de Hosson. Een tak van de familie bleef in Duitsland. Daartoe behoort de schrijver Ferdinand Bernhard von Hosson, in wiens huis de jonge Mozart in 1777 een avond musiceert. Ferdinand is vermoedelijk de zoon van een jongere broer van Frederik Carel de Hosson. 

## Bekende telgen
Henri Louis Tétar van Elven (1781-1855) wordt vooral herinnerd als bedenker van een eigen systeem van stenografie dat hij in 1849 heeft onderwezen aan de eerste Stenografische Dienst van de Staten-Generaal. Daarnaast was hij actief als letterkundige. Hij publiceerde poëzie en proza en in 1850 werd zijn vertaling van Les Femmes Savantes van Molière meerdere malen opgevoerd als De geleerde vrouwen. 
Henri Tétar van Elven en Anne Tétar hadden twee zonen gekregen en een vroeg overleden dochter Josephine Louise (1807-1807):
Martinus Gerardus Tétar van Elven (1803-1882), ook bekend als Martin Gérard en als Martin Gérard Felicité, die architect werd en vanaf 1835 tot 1870 directeur bouwkunde aan de Koninklijke Akademie van Amsterdam. Hij kreeg met Johanna Francisca (Françoise) Abadie in ieder geval twaalf kinderen, waarvan de oudste Henri Martin Tétar van Elven (1827-1899) eveneens architect werd (vooral bekend door het voetstuk van Naatje van de Dam). Martin publiceerde een vertaling van het standaardwerk van de architect Vignola. Martin was tevens de grondlegger van de kunstenaarsvereniging Arti et Amicitiae waarvoor hij de eerste kunstzaal ontwierp. Zijn naam is te zien op de lantaarnpalen rondom het Paleis op de Dam, die hij ontwierp.  
Jan Baptist Tétar van Elven (1805-1889), gedoopt als Jean Baptiste, ook bekend als Johannes Baptist, werkte aanvankelijk als graveur, maar later vooral als kunstschilder. Hij is bekend geworden door zijn kerkinterieurs in de stijl van Johannes Bosboom. Zijn werk is onder andere te zien in het Amsterdam Museum. Hij was vanaf 1834 hoofdonderwijzer van het Teekenkundig Instituut van de Maatschappij tot Nut van 't Algemeen in Amsterdam. Met zijn nicht Françoise Sophie (Fanny) Noël kreeg hij vijf kinderen. De twee zonen werden allebei kunstschilder: 
- Pierre Tétar van Elven (1828-1908) maakte vooral stadsgezichten en panorama's, maar is ook bekend door enkele portretten van Europese vorsten, onder andere te zien in het Musée Carnavalet in Parijs. Hij reisde veel, niet alleen in Europa, maar ook in het Midden-Oosten en Noord-Afrika. Zijn bekendste werken zijn wellicht het panorama Het beleg van Haarlem en De Opera van Parijs, dat te zien is in het Concertgebouw. Samen met zijn vader beschilderde hij de wintertuin van Grand Hotel Krasnapolsky.
- J. Eduard Tétar van Elven (1832-1859) die vooral werkte als dierenschilder, onder andere in Artis. Vlak voor zijn vroege overlijden werd hij partner in het bedrijf van zijn schoonvader, die glasschilder was.

Henri Tétar van Elven en Dorothea de Hosson kregen vijf kinderen: een vroeg overleden dochter Johanna Catharina (1812-1812), twee dochters die de volwassen leeftijd bereikten: Carola Josepha (Josephine, 1814-1903) en Adelaïde Louisa Felicité (1820-1893), en twee zonen:
Cornelis Tétar van Elven (1817-1845), formeel genaamd Corneille, was opgeleid tot bouwkundige aan de Koninklijke Akademie, maar wordt nu herinnerd als letterkundige. In 1840 werd een door hem vertaald en bewerkt toneelstuk opgevoerd, Constance, of de gevolgen van den Hoogmoed. Zijn dochter Marie Tétar van Elven (1844-1929) was actief als tekenaar en kunstschilder.  
Paul Tétar van Elven (1823-1896), formeel genaamd Paulus Dominicus Constantius, de verzamelaar en kunstschilder, die met name bekendheid verwierf als initiatiefnemer van het Museum Paul Tétar van Elven in Delft. Paul maakte met name historiestukken, portretten en kopieën naar de Italiaanse Renaissance en de Hollandse Gouden Eeuw. Hij werkte onder andere mee aan de Historische Galerij De Vos die deels te zien is in het Amsterdam Museum.
Na het overlijden van Carolina Phitzinger, een nicht van Dorothea de Hosson, en haar man Hendrik Halle, werd Henri Tétar van Elven in 1835 de voogd van hun nog levende kinderen Godlieb en Henri Halle. Henri Halle (1825-?)  kreeg tekenonderwijs aan het Teeken-Instituut en de Koninklijke Akademie, waardoor hij ook soms wordt vermeld als kunstenaar. Hij volgde later een opleiding tot stenograaf, waarna hij als klerk heeft gewerkt. 